# Joel Mvuka
Joel Mvuka, né le 12 novembre 2002 à Bergen en Norvège, est un footballeur norvégien qui évolue au poste d'ailier droit au FC Lorient.

## Biographie

### Åsane Fotball (2019-2021)
Né à Bergen en Norvège, Joel Mvuka est aussi originaire du Rwanda. Il est formé par l'Åsane Fotball. Il joue son premier match le 1er mai 2019, lors d'une rencontre coupe de Norvège contre le FK Bergen Nord. Il entre en jeu et son équipe s'impose largement par cinq buts à un.
En 2021 il est notamment considéré comme le plus grand talent de la deuxième division norvégienne.

### FK Bodø/Glimt (2021-2023)
Le 2 août 2021, Joel Mvuka rejoint le FK Bodø/Glimt. Il signe un contrat courant jusqu'en juin 2025,. Il découvre alors la première division norvégienne, jouant son premier match 15 août 2021, lors de la quinzième journée de la saison 2021 face au Lillestrøm SK. Il entre en jeu à la place de Ola Solbakken lors de cette rencontre remportée par son équipe par un but à zéro.
Il est sacré Champion de Norvège en 2021.
Mvuka inscrit son premier but pour Bodø/Glimt le 16 mai 2022, lors d'une rencontre de championnat face au Tromsø IL. Il marque seulement quelques minutes après son entrée en jeu, dans le temps additionnel, sur un service de Victor Boniface, et permet à son équipe d'obtenir le point du match nul (1-1 score final).

### FC Lorient (depuis 2023)
Le 31 janvier 2023, Joel Mvuka s'engage en faveur du FC Lorient pour un contrat de quatre ans et demi, soit jusqu'en juin 2027. 

#### Prêt au FK Bodø/Glimt (2023)
Il est toutefois prêté dans la foulée au FK Bodø/Glimt jusqu'à la fin de la saison 2022-2023,.

#### Prêt au BSC Young Boys (2024)
Le FC Lorient le prête au Champion de Suisse, Young Boys de Berne pour un prêt avec option d’achat jusqu’à la fin de saison.

### En sélection
Joel Mvuka représente l'équipe de Norvège des moins de 20 ans en 2021.

## Statistiques
| Saison                | Club                  | Championnat           | Championnat | Championnat | Championnat | Coupe(s) nationale(s) | Coupe(s) nationale(s) | Coupe(s) nationale(s) | Compétition(s) continentale(s) | Compétition(s) continentale(s) | Compétition(s) continentale(s) | Compétition(s) continentale(s) | Total | Total | Total |
| Saison                | Club                  | Division              | M.          | B.          | P.d.        | M.                    | B.                    | P.d.                  | Comp.                          | M.                             | B.                             | P.d.                           | M.    | B.    | P.d.  |
| 2019                  | Åsane Fotball         | 2. divisjon           | 2           | 0           | 0           | 1                     | 0                     | 0                     | -                              | -                              | -                              | -                              | 3     | 0     | 0     |
| 2020                  | Åsane Fotball         | 1. divisjon           | 7           | 0           | 0           | -                     | -                     | -                     | -                              | -                              | -                              | -                              | 7     | 0     | 0     |
| 2021                  | Åsane Fotball         | 1. divisjon           | 12          | 0           | 2           | 2                     | 0                     | 0                     | -                              | -                              | -                              | -                              | 14    | 0     | 2     |
| Sous-total            | Sous-total            | Sous-total            | 21          | 0           | 2           | 3                     | 0                     | 0                     | -                              | -                              | -                              | -                              | 24    | 0     | 2     |
| 2021                  | FK Bodø/Glimt         | Eliteserien           | 8           | 0           | 0           | 1                     | 0                     | 1                     | C1+C4                          | 0+8                            | 0+0                            | 0+0                            | 17    | 0     | 1     |
| 2022                  | FK Bodø/Glimt         | Eliteserien           | 26          | 2           | 7           | 3                     | 1                     | 0                     | C1+C3+C4                       | 8+6+4                          | 1+0+0                          | 2+0+0                          | 47    | 4     | 9     |
| Sous-total            | Sous-total            | Sous-total            | 34          | 2           | 7           | 4                     | 1                     | 1                     | -                              | 26                             | 1                              | 2                              | 64    | 4     | 10    |
| 2023-2024             | FC Lorient            | Ligue 1               | 7           | 0           | 0           | -                     | -                     | -                     | -                              | -                              | -                              | -                              | 7     | 0     | 0     |
| 2024-2025             | FC Lorient            | Ligue 2               | 30          | 3           | 0           | 1                     | 0                     | 0                     | -                              | -                              | -                              | -                              | 31    | 3     | 0     |
| 2025-2026             | FC Lorient            | Ligue 1               | -           | -           | -           | -                     | -                     | -                     | -                              | -                              | -                              | -                              | 0     | 0     | 0     |
| Sous-total            | Sous-total            | Sous-total            | 37          | 3           | 0           | 1                     | 0                     | 0                     | -                              | -                              | -                              | -                              | 38    | 3     | 0     |
| 2023                  | FK Bodø/Glimt (prêt)  | Eliteserien           | 12          | 3           | 3           | 6                     | 1                     | 1                     | C4                             | 2                              | 0                              | 0                              | 20    | 4     | 4     |
| 2023-2024             | BSC Young Boys (prêt) | Super League          | 16          | 2           | 1           | 1                     | 0                     | 0                     | C1+C3                          | 0+2                            | 0                              | 0                              | 19    | 2     | 1     |
| Total sur la carrière | Total sur la carrière | Total sur la carrière | 120         | 10          | 13          | 15                    | 2                     | 2                     | -                              | 30                             | 1                              | 2                              | 165   | 13    | 17    |

## Palmarès
| FK Bodø/Glimt (2)                                                                | BSC Young Boys (1)                            | FC Lorient (1)                  |
| -------------------------------------------------------------------------------- | --------------------------------------------- | ------------------------------- |
| - Championnat de Norvège (2) : - Champion : 2021 et 2023. - Vice-champion : 2022 | - Championnat de Suisse (1) - Champion : 2024 | - Ligue 2 (1) - Champion : 2025 |